# Angaribia kunenensis
Angaribia kunenensis är en kräftdjursart som först beskrevs av Barnard 1924.  Angaribia kunenensis ingår i släktet Angaribia och familjen Eubelidae. Inga underarter finns listade i Catalogue of Life.